# クリントン・ルーズベルト
クリントン・ルーズベルト (Clinton Roosevelt、1804年11月3日 - 1898年8月8日)はアメリカ合衆国ニューヨークの政治家、労働経済改革家、発明家。エルバート・ルーズベルトの息子で、ルーズベルト家の一員で、元アメリカ合衆国大統領セオドア・ルーズベルトとフランクリン・ルーズベルトは親戚である。LocofocosやEqual Rights Party初期の著名なメンバーである。1836年にニューヨーク州議会に選出され、1年務めた。独占銀行システムと対立し、経済問題の原因として、銀行紙幣を挙げている。1837年恐慌後、ニューヨーク経済が悪化すると、意見を変更し、大きな政府による完全に新しい経済システムを求めた。発明家、特許改革支持者でもあった。1850年代に、軍艦を設計したが、米国もロシアも興味を示さなかった。後に発明者の利益を高めるための労働組合を提案した。フィッシャーアイランド (ニューヨーク州)で死亡した。

## 著作
- The Mode of Protecting Domestic Industry, Consistently with the Desires Both of the North and the South, by Operating on the Currency (1833)
- The Science of Government, Founded on Natural Law (1841)
- Introduction to the Universal Science (1858)
- The Mode of Protecting Domestic Industries; The Science of Government Founded on Natural Law (1889)
- Improvement in Splice-Pieces for Railway Rails (1872) (patent)